# معادلات دیفرانسیل با مشتقات جزئی بیضوی
یک معادله دیفرانسیل با مشتقات جزئی بیضوی، یک معادله دیفرانسیل با مشتقات جزئی از مرتبه دو به شکل زیر است: اگر شرط {\displaystyle B^{2}-AC<0.\ }  برقرار باشد:
{\displaystyle Au_{xx}+2Bu_{xy}+Cu_{yy}+Du_{x}+Eu_{y}+F=0\,}
شکل معادله بالا به معادله بیضی (یک مقطع مخروطی) شباهت دارد.